# Basi-opstand

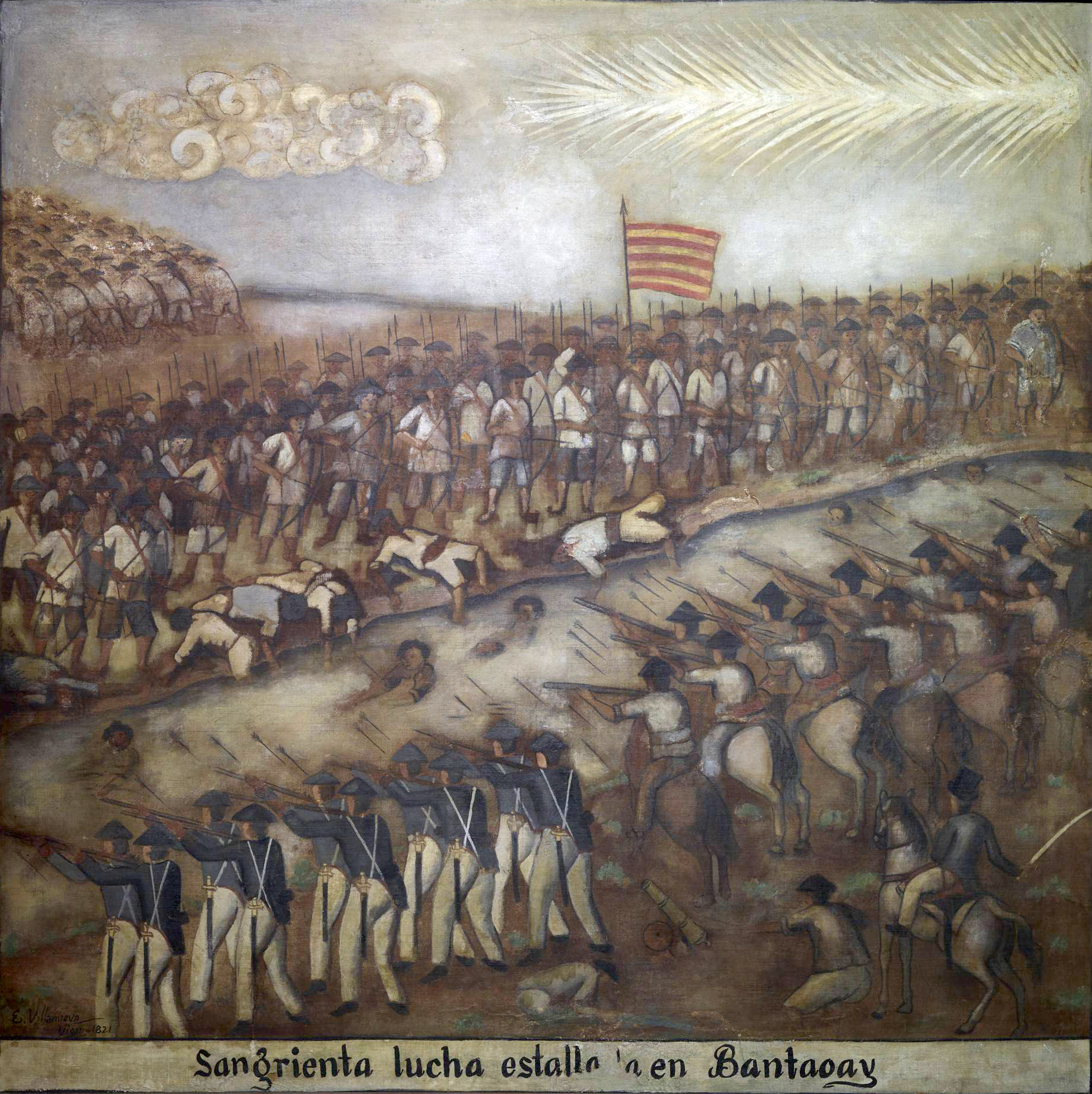
Een van de 14 schilderijen van Villanueva over de Basi-opstand

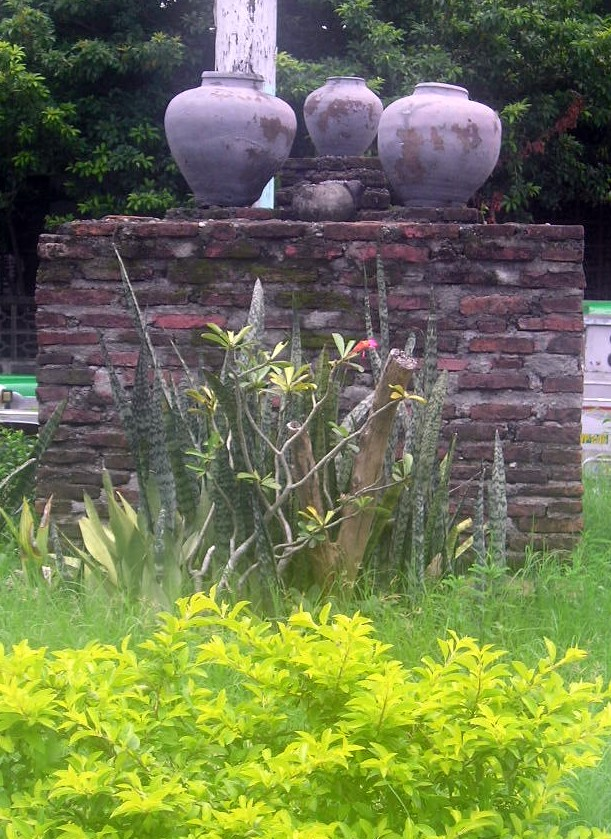
Een monument ter nagedachtenis aan de Basi-opstand in Piddig

De Basi-opstand (ook wel: Ambaristo-opstand) was een opstand tegen de Spaanse koloniale heersers op 16 september 1807 in het Filipijnse plaatsje Piddig. De inwoners van dat plaatsje in Ilocos kwamen in opstand tegen het wijnmonopolie dat de Spaanse koloniale regering in 1786 had ingesteld. Het gevolg daarvan was dat de Ilocano's hun zelfgemaakte basi, een lokale wijn gemaakt van suikerriet, niet meer konden consumeren en gedwongen werden om de wijn van de door de overheid gecontroleerde wijnhandel te kopen. Aan de opstand, die zich in enkele dagen naar omliggende plaatsen als Badoc, Santo Domingo en San Ildefonso uitbreidde, kwam op 28 september 1807 een einde toen de Spaanse burgemeester van Vigan met een opgetrommelde groep soldaten de opstandelingen bij Badoc versloeg.
De overwinning op de Ilocano's werd veertien jaar na de gebeurtenis door Esteban Villanueva vastgelegd door middel van 14 schilderijen. Deze zijn tegenwoordig te bezichtigen in het Padre Burgos House in Vigan City.